# Station Stanghelle
Station Stanghelle is een station in Stanghelle in de gemeente Vaksdal in Noorwegen. Het stationsgebouw  dateert uit 1883. Sinds 1979 is het station onbemand. In Stanghella stoppen alleen stoptreinen die rijden tussen Bergen en Myrdal.